# Karaage
Le karaage (唐揚げ ou 空揚げ ou から揚げ), ou kara-age, est une technique de cuisine japonaise dans laquelle des ingrédients variés — le plus souvent du poulet, mais parfois d’autres viandes ou du poisson — sont frits dans un bain d'huile.
Les ingrédients sont préalablement découpés en petits morceaux et marinés dans de la sauce de soja, de l'ail, du gingembre. On ajoute de la farine de blé ou de pomme de terre, éventuellement de l'œuf, à la marinade, puis les morceaux recouverts de cette pâte épaisse sont frits un peu comme pour des tempuras.

## Histoire
Les premières mentions d’un mode de friture appelé karaage (alors écrit 空揚) remontent à la période Genroku, à la fin du XVIIe siècle. Le karaage de poulet s’est popularisé dans les années 1930 en tant que plat de restaurant « à la chinoise », utilisant les caractères 唐揚, où 唐 fait référence à la dynastie Tang. Il existe un désaccord notable entre les journaux et les éditeurs japonais quant aux kanji à privilégier, ce qui conduit certains à l’écrire phonétiquement en kana : からあげ.
Employé sans précision, le terme karaage désigne en général la version au poulet, qui est devenue la plus courante depuis que la préparation du plat à domicile s’est répandue après la Seconde Guerre mondiale. L’essor du karaage après-guerre serait né dans la préfecture d’Ōita, notamment dans les villes voisines d’Usa et de Nakatsu. Lors du festival annuel du karaage à Nakatsu, plus de 60 boutiques participent en proposant chacune leur version du plat. Des établissements se réclamant du « karaage de Nakatsu » sont présents partout au Japon.
Au Japon, le karaage de poulet est couramment proposé en tant que produit de restauration rapide dans les konbini comme Lawson, FamilyMart ou 7-Eleven, et il est également largement disponible dans les stands de rue à travers le pays.

## Photos

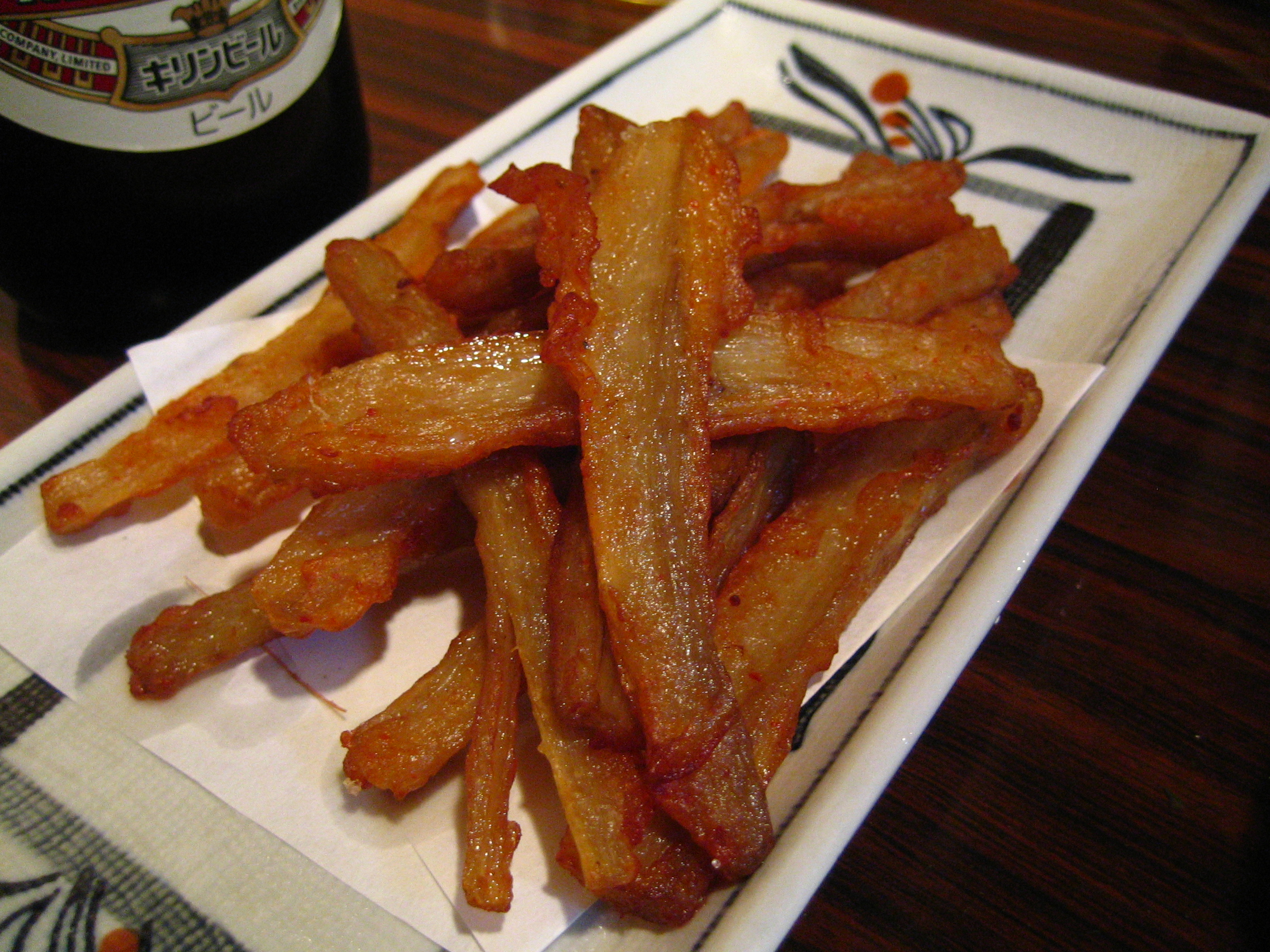
Gobō karaage.
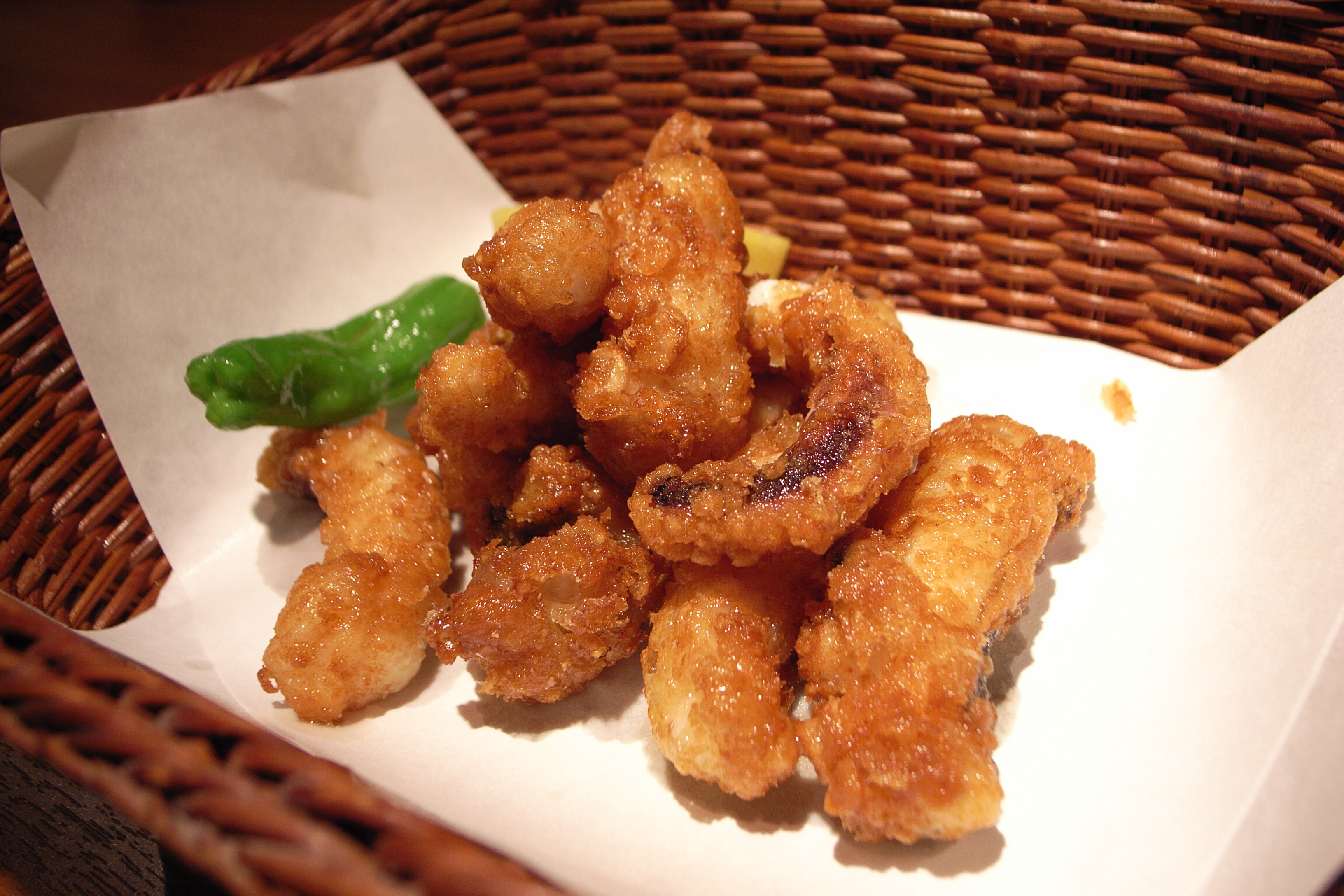
Pieuvre karaage.
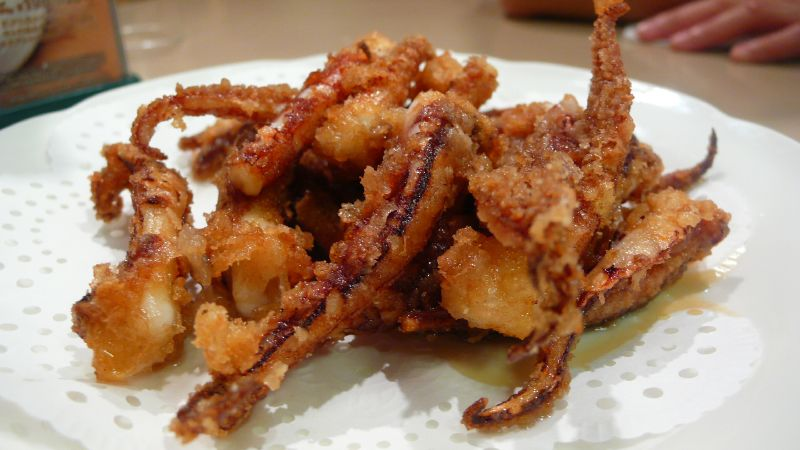
Tentacule de calmar karaage.